# Adolf Wischmann
Adolf Wischmann (* 17. Oktober 1908 in Brockel; † 27. Oktober 1983 in Rotenburg (Wümme)) war ein evangelisch-lutherischer Theologe und Leiter der Außenamts der Evangelischen Kirche in Deutschland (EKD).

## Leben
Adolf Wischmann, Pfarrersohn aus Brockel, besuchte das Gymnasium in Osnabrück, studierte Theologie und amtierte von 1936 bis 1948 als Studentenpfarrer in Göttingen. Während der NS-Zeit war er Mitglied der Bekennenden Kirche. 1939 wurde er zum Kriegsdienst eingezogen. 1948 wurde er Direktor der Evangelischen Akademie Hermannsburg (seit Dezember 1952 in Loccum), 1954 Landessuperintendent des Sprengels Osnabrück. 1956 folgte er Martin Niemöller als Leiter des Außenamts der EKD in Frankfurt am Main. Damit war er Bischof der ca. 450 evangelischen Auslandspfarrer der mit der EKD verbundenen Kirchengemeinden und -gemeinschaften in rund 40 Ländern. Er war Beiratsmitglied des Präsidiums der Konferenz Europäischer Kirchen, Mitglied des Zentralausschusses des Ökumenischen Rates der Kirchen (ÖRK), Vorsitzender des Finanzkomitees des ÖRK, Mitglied des Beratenden Ausschusses der Konferenz Europäischer Kirchen (KEK) und des Beraterkreises der evangelischen Kirchen Europas bei der Europäischen Gemeinschaft. Seine besondere Aufmerksamkeit galt den Gesprächen mit der orthodoxen Kirche in Russland und dem Ökumenischen Patriarchat von Konstantinopel. Unter anderem leitete Wischmann die theologischen Gespräche zwischen der Russisch-Orthodoxen Kirche und der EKD.
Daneben war er Mitglied des Bruderrats der EKD, der Centralleitung-West des Gustav-Adolf-Werks und des Rundfunkrats der Deutschen Welle. Wischmann trat 1974 in den Ruhestand, behielt aber noch bis 1981 den Vorstandsvorsitz des Ev.-luth. Diakonissenmutterhauses Bethanien (Lötzen) in Quakenbrück bei, den er 1955 von Paul Kaufmann übernommen hatte.
Wischmann starb im Oktober 1983 und wurde in Rotenburg/Wümme beigesetzt.

## Auszeichnungen
- Ehrendoktor der Universität Hamburg
- Großes Bundesverdienstkreuz mit Stern 1965
- Goldenes Athoskreuz des Patriarchats von Konstantinopel
- Wladimir-Orden I. Klasse des Patriarchats von Moskau
- Orden des Hl. Markus des griechisch-orthodoxen Patriarchen von Alexandrien

## Schriften
- Die Wischmann-Briefe, hg. v. Hans Heinrich Harms, J. F. Steinkopf, Stuttgart 1973.
- Führung und Fügung. Erinnerungen aus meinem Leben. Lutherisches Verlagshaus, Hannover 1987, ISBN 3-7859-0515-7.

## Archiv
- Nachlass im Landeskirchlichen Archiv Hannover (Bestand N 78)

| Personendaten    | Personendaten                                                                                   |
| ---------------- | ----------------------------------------------------------------------------------------------- |
| NAME             | Wischmann, Adolf                                                                                |
| KURZBESCHREIBUNG | evangelisch-lutherischer Theologe, Leiter der Außenamts der Evangelischen Kirche in Deutschland |
| GEBURTSDATUM     | 17. Oktober 1908                                                                                |
| GEBURTSORT       | Brockel                                                                                         |
| STERBEDATUM      | 27. Oktober 1983                                                                                |
| STERBEORT        | Rotenburg (Wümme)                                                                               |